# Лубенська республіка
«Лу́бенська респу́бліка» (часто також Лубенська Громадська самооборона) — політико-адміністративний орган-комітет, створений у 1905 році у зв'язку з подіями Російської революції (1905—07) в місті Лубни тодішньої Полтавської губернії з представників українських національних сил, що фактично здійснював самоуправління на території міста і околиць (частини повіту) до 1907 року.
Питання так званої «Лубенської республіки» є мало дослідженим українськими істориками, його оцінки варіюють від визначення явища як суто локальної самооборони з деякими культурними звершеннями до називання подій «першою українською державою» у новітній історії.

## Перебіг, успіхи, кінець
У ході революційних подій у Російській імперії 1905 року в провінційних Лубнах був створений коаліційний комітет за участю представників переважно Української соціал-демократичної робітничої партії та інших українських партій. Зокрема брати Шемети були членами таких українських партій як УНП(Українська Народна Партія), що була заснована М. Міхновським та більш поміркованої УРДП(Українська Радикально-Демократична Партія). 
Комітет, хоча і не зміг потужно розгорнути свою діяльність через поразку революції 1905—1907 в центрі Російської імперії, однак фактично здійснював владно-адміністративні повноваження у Лубнах та деяких селах Лубенського повіту. На чолі цього політико-адміністративного об'єднання встав український громадсько-політичний діяч Андрій Лівицький (1879—1954), потому Президент УНР в екзилі (1926—1954).
До безперечних успіхів діяльності «Лубенської республіки» належить організація і функціонування Самооборони (Лубенської Самооборони), тобто фактично мілітарного органу, який складався з 6 бойових дружин, і одними з головних функцій якого були протидія єврейським погромам та арештам революціонерів. Але найголовнішим завданням організації було забезпечення правопорядку в місті, з чим вона впоралася. Ніякою революційною діяльністю члени "самооборони" не займалися, але попри це були притягнуті до суду.
У листопаді-грудні 1905 р. в Лубнах вийшла перша на Наддніпрянській Україні газета українською мовою «Хлібороб» (редактор і видавець В.М. Шемет). Видавалася на кошти Лубенської української громади тиражем 5 тис. примірників. Пропагувала ідею створення селянських спілок, друкувала постанови волосних сходів і селянських громад про землю, народну освіту, виступала за автономію України і соціальну рівноправність. Четвертий номер із закликом: «Селяни усієї України, єднайтеся!» був конфіскований владою, після п’ятого номера газету заборонено. Спроби поновити видання під назвою «Хліборобська справа» не увінчались успіхом.
За участь у революційній діяльності над 57-ма мешканцями Лубен та довколишніх сіл, а також деякими іншими особами у 1907 році був влаштований показовий суд, що проходив у Києві (відомий під назвою «Лубенський процес»). Зокрема, перед військовим окружним судом постали головні обвинувачені: А. Лівицький, його дружина Марія, В. Шемет, М. Сахаров та інші; оборонцями були: М. Міхновський, А. Марголін та інші. Але суворий вирок суддів згодом скасував апеляційний суд, виправдавши всіх обвинувачених у цій «Лубенській справі».